# Marian Drăgulescu
Marian Drăgulescu (Bucarest, 18 dicembre 1980) è un ginnasta rumeno vincitore di una medaglia d'argento e due medaglie di bronzo alle Olimpiadi di Atene 2004. Nella sua carriera vanta inoltre 8 titoli mondiali e 10 europei.

## Carriera
Drăgulescu ha debuttato a livello internazionale in occasione dei campionati mondiali di Tientsin 1999. L'anno dopo ha vinto la sua prima medaglia d'oro agli europei di Brema 2000 e in seguito ha preso parte ai Giochi olimpici di Sydney 2000. Comincia quindi a conquistare i suoi primi titoli mondiali e si presenta alle successive Olimpiadi di Atene 2004, fresco vincitore di 4 ori agli europei di Lubiana 2004.
Ad Atene 2004 il ginnasta rumeno ha raggiunto il primo posto nel corpo libero a pari punti con il canadese Kyle Shewfelt, il quale ha poi prevalso nello spareggio relegando Drăgulescu al secondo posto. In quella edizione Marian ha contribuito anche all'ottenimento del terzo posto nella gara a squadre, oltre ad ottenere un altro bronzo nel volteggio presentando un elemento originale che porta il suo nome. Verso la metà del 2005 annuncia la sua volontà di ritirarsi, salvo ritornare per partecipare ai mondiali di Melbourne 2005 vincendo la medaglia d'oro nel volteggio.
Deluso per l'esito negativo delle Olimpiadi di Pechino 2008, annuncia nuovamente il suo ritiro per intraprendere la carriera di allenatore ma ben presto torna all'attività agonistica. Disputa, all'età di 35 anni, le Olimpiadi di Rio de Janeiro 2016 terminando al quarto posto nel volteggio dietro il giapponese Kenzō Shirai che ha prevalso a parità di punti.